# 차 (수학)
수학에서 차(次, degree) 또는 차수(次數, exponent)는 문자를 포함한 항에서 문자가 곱해진 개수를 의미한다. 어떤 대상이 가진 성질의 정도를 나타내는 것으로 보통 이차방정식이나 삼차방정식, 이차확대체처럼 다항식의 종류나 확대체의 종류를 나타낼 때 자주 쓰인다.

## 다항식의 차수

### 정의
다항식을 동류항끼리 계산하여 간단히 하는 것을 "다항식을 정리한다"라고 한다. 다항식을 어떤 문자에 대해 정리하였을 때, 그 문자의 가장 큰 거듭제곱 지수를 그 다항식의 차수라 한다. 다항식 {\displaystyle f}의 차수는 보통 {\displaystyle \deg \,f}로 나타낸다.
예를 들어, {\displaystyle x^{2}+10x+16}의 차수는 2이므로, 이 다항식은 2차식이다. 다항식 {\displaystyle (x^{3}+2x^{2}+3)-(x^{3}+2x+3)}은 {\displaystyle x^{3}}을 포함하고 있지만, 동류항을 묶어 식을 정리하면
{\displaystyle (x^{3}+2x^{2}+3)-(x^{3}+2x+3)=2x^{2}-2x}
이므로, 이 다항식의 차수는 2이다.

### 문자가 여러 개인 다항식의 차수
두 개 이상의 문자에 대한 다항식은, 각 항마다 각 문자에 대한 지수를 더하여 생각한다.
예를 들어, 두 문자 {\displaystyle x}와 {\displaystyle y}에 대한 다항식 {\displaystyle x^{2}y^{3}+x^{3}+y^{4}+1}에서 각 항의 차수는 다음과 같다.
| 항                               | ({\displaystyle x}의 지수)+({\displaystyle y}의 지수) |
| -------------------------------- | ----------------------------------------------------- |
| {\displaystyle x^{2}y^{3}}       | 5                                                     |
| {\displaystyle x^{3}=x^{3}y^{0}} | 3                                                     |
| {\displaystyle y^{4}=x^{0}y^{4}} | 4                                                     |
| {\displaystyle 1=x^{0}y^{0}}     | 0                                                     |

가장 큰 값이 5이므로, 이 다항식의 차수는 5가 된다.

### 차수의 성질
일반적으로 두 다항식 {\displaystyle f}와 {\displaystyle g}에 대하여 다음이 성립한다.
{\displaystyle \deg(f+g)\leq \max(\deg f,\deg g)}
{\displaystyle \deg(fg)=\deg \,f+\deg \,g}
예를 들어, {\displaystyle f(x)=x^{2}+1,g(x)=x+2}일 때,
{\displaystyle f(x)+g(x)=x^{2}+x+3}
{\displaystyle f(x)g(x)=x^{3}+2x^{2}+x+2}
이므로 위의 성질이 성립한다.
상수의 차수는 0이지만, 예외적으로 상수 0의 차수를 {\displaystyle -\infty }로 생각하면 편리한 경우가 많다. 이 경우, 임의의 음이 아닌 정수 {\displaystyle a}에 대하여
{\displaystyle -\infty <a,\ -\infty +a=-\infty }
이므로 차수에 대한 위의 두 성질이 다항식에 0을 더하거나 곱하는 경우에도 성립한다.

## 확대체의 차수
체 {\displaystyle F}와 그 확대체 {\displaystyle K}에 대하여, {\displaystyle K}를 {\displaystyle F}위에서 정의된 벡터 공간으로 생각할 수 있다. 이때 {\displaystyle K}의 차원 {\displaystyle \dim _{F}{K}}을 확대체 {\displaystyle K}의 {\displaystyle F}에 대한 차수라 하며 {\displaystyle [K:F]}로 나타낸다. 예를 들어 {\displaystyle [\mathbf {Q} ({\sqrt {2}}):\mathbf {Q} ]=2}이므로 {\displaystyle \mathbf {Q} ({\sqrt {2}})}는 {\displaystyle \mathbf {Q} }의 이차확대체이다.

## 그래프 이론의 차수
무향 그래프에서, 한 꼭짓점에 이어져있는 변의 개수